# Hutisko-Solanec
Hutisko-Solanec (en allemand : Hütten-Solanetz) est une commune du district de Vsetín, dans la région de Zlín, en Tchéquie. Sa population s'élevait à 2 030 habitants en 2020.

## Géographie
Hutisko-Solanec se trouve à 9 km au sud-est de Vsetín, à 47 km au nord-est de Zlín, à 120 km à l'est-nord-est de Brno et à 282 km à l'est-sud-est de Prague.
La commune est limitée par Vigantice et Prostřední Bečva au nord, par Horní Bečva et Velké Karlovice à l'est, par Karolinka au sud, et par Valašská Bystřice et Rožnov pod Radhoštěm à l'ouest.

## Histoire
La première mention écrite de la localité date de 1583.
Dans le village de Hutisko-Solanec, il y a un monument à Charlotte Garrigue-Masaryková. Le monument a été construit en 1926 par le professeur directeur C. Mach avec ses élèves et se trouve dans la vallée de la partie locale de Za Kopcem (49 ° 25′14 " N, 18 ° 12'15 " E).